# Monsieur Boullock a disparu
Monsieur Boullock a disparu est une pièce de théâtre en trois actes écrite par Hergé et Jacques Van Melkebeke. Elle met en scène le célèbre personnage de bande dessinée créé par Hergé, Tintin. Le titre de cette pièce s'inspire de celui d'un film français de 1937, Monsieur Breloque a disparu réalisé par Robert Péguy, dans lequel il est aussi question d'une usurpation d'identité. 

## Fiche technique
La pièce a été jouée les 26, 29 et 30 décembre 1941 et les 3 et 8 janvier 1942 au Théâtre royal des Galeries à Bruxelles, dans une mise en scène de Paul Riga.

## Distribution
- Tintin : Roland Ravez[2]

## L'histoire
Monsieur Boullock, un milliardaire de Bruxelles, disparaît pour réapparaître peu de temps après en deux exemplaires parfaitement identiques, à tel point que son épouse est elle-même incapable de les distinguer. Il est clair pour Tintin qu'un des deux est un imposteur qui cherche à s'approprier la fortune du milliardaire. Or tous deux sont ou font mine d'être amnésiques, à la suite d'un choc. Pour identifier le véritable Mr. Boullock, Tintin compte sur un appareil à détecter la vérité, inventé par le professeur Doryford. Or, ce dernier vient d'embarquer pour un périple autour du monde, aussitôt poursuivi par Tintin, accompagné de Dupont et Dupond, eux-mêmes pourchassés par deux bandits chargés par le faux Mr. Boullock de les supprimer. Toujours en retard sur le professeur Doryford, Tintin, Milou et les Dupondts font ainsi le tour de monde, passant par Casablanca au Maroc, la forêt vierge d'Amazonie, la Chine et le Tibet. Les personnages créés pour la pièce sont Thomas, le domestique, Mohammed El Bazouf, patron d'une buvette, Prosper et Jules, deux tueurs, Aztapopotitirolodacatapelt, un indien Bolibo, Chou-Chi-Fou et Chong, le patron d'un hôtel de Shangaǐ et son employé, et deux bonzes tibétains. C'est finalement à Bruxelles au domicile de M. Boullock, où le professeur est revenu entretemps, qu'avec l'aide de son appareil à dire la vérité, l'imposteur est démasqué.

## Autour de la pièce
- C'est dans cette aventure que Tintin se rend pour la première fois au Tibet.
- Le dessin qui illustre l'affiche de la pièce sera repris par les éditions Nathan pour illustrer le couvercle et le plateau du jeu Nathan Tintin et le Piège du Totem Dhor.